# Jacobus Harrewijn

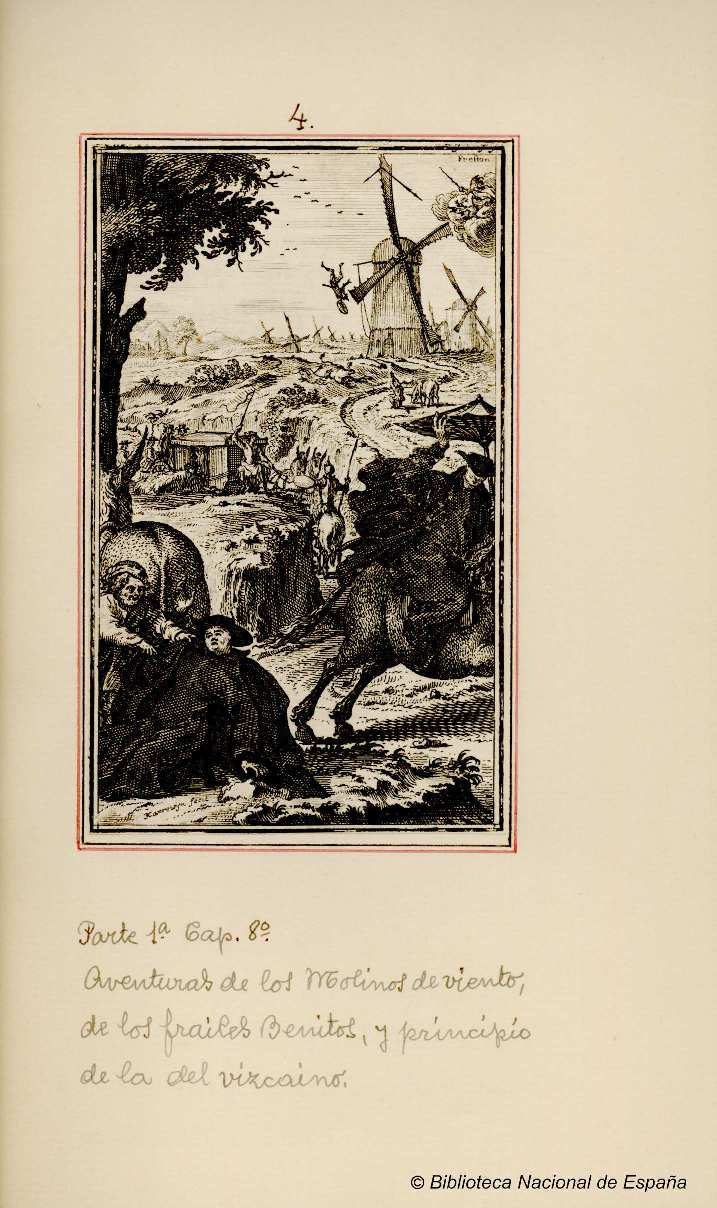
Don Quijote arremete contra unos frailes. Ilustración de la Histoire de l'admirable don Quixotte de la Manche, Bruselas, Guillaume Fricx, 1706 e Hilaire Foucault, 1713. Edición de la traducción francesa atribuida a Filleau de Saint-Martin. Biblioteca Nacional de España.

Jacobus Harrewijn (Ámsterdam, 1660-Bruselas, 1727) fue un grabador calcógrafo y dibujante holandés, activo principalmente en Bruselas.

## Biografía y obra
Discípulo de Romeyn de Hooghe, el 4 de diciembre de 1682 contrajo matrimonio todavía en Ámsterdam con Henrietta de Kemp. En el ejercicio 1688-1689 ingresó en el gremio de San Lucas de Amberes. Aquí contrajo segunda nupcias con Anne-Cath. van Cleemput, con quien podría haber tenido hasta quince hijos, de los que al menos François (1700-1764) sería también grabador, dando origen a una dinastía de grabadores y medallistas. En 1695 se le documenta ya en Bruselas.
Buen dibujante y con una producción muy amplia, es conocido por sus vistas, edificios y planos topográficos de Bruselas y otras ciudades de los Países Bajos, muchas de ellas reunidas en volúmenes o colecciones facticias como Les delices des Pais Bas (Bruselas, François Foppens, 1711) pero grabó también retratos y alegorías políticas, y abundantes portadas e ilustraciones para obras religiosas y literarias, como La vie et avantures de Lazarille de Tormes (Bruselas, 1698), De  l'imitation de Jésus-Christ (Bruselas, 1699), las Obras de don Francisco de Quevedo Villegas en tres tomos (Amberes, 1699) o el frontispicio para las Oeuvres de Jean Racine (Bruselas, 1700). 
Son suyos también los grabados que ilustran La vie et les actions heroiques et plaisantes de l'invencible Empereur Charles V, impresa en Bruselas en casa de Josse de Grieck, 1699, sin nombre de autor pero adaptación y traducción, al parecer, del Epítome de la vida y hechos del invicto emperador Carlos V de Juan Antonio de Vera y Zúñiga. Además dos ediciones bruselenses del Quijote en la traducción ampliada de Filleau de Saint-Martin, publicadas en 1706 por Guillaume Fricx y en 1713 por Hilaire Foucault con el título Histoire de l'admirable don Quixotte de la Manche, Bruselas salieron con ilustraciones proporcionadas por él.